# Ctenochelinae
Ctenochelinae is een onderfamilie van kreeftachtigen uit de klasse van de Malacostraca (hogere kreeftachtigen).

## Geslachten
- Ctenocheles Kishinouye, 1926
- Ctenocheloides Anker, 2010
- Kiictenocheloides Sakai, 2011